# یوسف شکرائی
یوسف شکرائی (زاده ۱۲۸۰ خورشیدی در اراک) رئیس تشریفات دربار شاهنشاهی و نماینده اراک در دوره شانزدهم مجلس شورای ملی بود.
فرزند میرزا علی‌اکبر خان از مالکان اراک بود. خطی خوش داشت و در سال ۱۳۰۵ خورشیدی به عنوان دفترنویس به استخدام دربار شاهنشاهی درآمد. سال‌ها در دربار خدمت کرد تا به ریاست تشریفات رسید. در سال ۱۳۲۸ به نمایندگی از اراک به دوره شانزدهم مجلس شوای ملی راه یافت. همزمان سمت خود را در دربار حفظ کرد و فقط اسماً نماینده مجلس بود. پس از پایان دوه نمایندگی‌اش دیگر به دربار بازنگشت و به کار آزاد پرداخت.